# Al-Kefr
Al-Kefr is een plaats in het Syrische gouvernement As-Suwayda. De plaats ligt 8 kilometer ten zuiden van As-Suwayda, de hoofdstad van het gelijknamige district. 
Al-Kefr is beroemd om haar bossen en wijn. Door de geschiedenis heen was Al-Kefr meerdere malen het toneel van veldslagen.